# Певный, Павел
Павел Певный (чеш. Pavel Pevný; род. 14 июля 1958, Брно) — чехословацкий гребец, выступавший за сборную Чехословакии по академической гребле в 1976—1987 годах. Обладатель бронзовой медали регаты «Дружба-84», победитель и призёр первенств национального значения, участник летних Олимпийских игр в Москве.

## Биография
Павел Певный родился 14 июля 1958 года в городе Брно, Чехословакия.
Занимался академической греблей в Праге, проходил подготовку в столичном гребном клубе «Дукла».
Впервые заявил о себе на международном уровне в сезоне 1976 года, когда вошёл в состав чехословацкой национальной сборной и выступил на юниорском мировом первенстве в Виллахе, где в зачёте распашных четвёрок без рулевого стал пятым.
В 1979 году в восьмёрках был седьмым на чемпионате мира в Дуйсбурге.
Благодаря череде удачных выступлений удостоился права защищать честь страны на летних Олимпийских играх 1980 года в Москве. В составе экипажа-восьмёрки, куда также вошли гребцы Карел Мейта, Любомир Янко, Цтирад Юнгман, Карел Неффе, Душан Вичик, Милан Долечек, Милан Киселый и рулевой Иржи Птак, неудачно выступил на предварительном квалификационном этапе, но через дополнительный отборочный заезд всё же попал в главный финал А, где в конечном счёте финишировал четвёртым, уступив чуть более секунды в борьбе за бронзу команде из Советского Союза.
После московской Олимпиады Певный остался действующим спортсменом и продолжил принимать участие в крупнейших международных регатах. Так, в 1981 году он отметился выступлением на чемпионате мира в Мюнхене, где в зачёте восьмёрок стал шестым.
В 1982 году в восьмёрках показал седьмой результат на чемпионате мира в Люцерне.
В 1983 году в той же дисциплине был шестым на чемпионате мира в Дуйсбурге.
Рассматривался в качестве кандидата на участие в Олимпийских играх 1984 года в Лос-Анджелесе, но Чехословакия вместе с несколькими другими странами восточного блока бойкотировала эти соревнования по политическим причинам. Вместо этого Певный выступил на альтернативной регате «Дружба-84» в Москве, где завоевал бронзовую медаль в восьмёрках.
В 1985 году в восьмёрках финишировал шестым на чемпионате мира в Хезевинкеле.
В 1986 году в восьмёрках закрыл десятку сильнейших на чемпионате мира в Ноттингеме.
В 1987 году в программе распашных рулевых двоек занял восьмое место на чемпионате мира в Копенгагене.